# Motocyklowe Grand Prix Francji 2009
Motocyklowe Grand Prix Francji 2009 – czwarta eliminacja Motocyklowych Mistrzostw Świata, rozegrana 15 – 17 maja 2009 na torze Bugatti Circuit w Le Mans.

## Moto GPklasyfikacja
| Miejsce | Punkty | Nr startowy | Kierowca         | Team                    | Motocykl | Czas      |
| ------- | ------ | ----------- | ---------------- | ----------------------- | -------- | --------- |
| 1.      | 25     | 99          | Jorge Lorenzo    | Fiat Yamaha Team        | Yamaha   | 47:52.678 |
| 2.      | 20     | 33          | Marco Melandri   | Hayate Racing Team      | Kawasaki | +17.710   |
| 3.      | 16     | 3           | Dani Pedrosa     | Repsol Honda Team       | Honda    | +19.893   |
| 4.      | 13     | 4           | Andrea Dovizioso | Repsol Honda Team       | Honda    | +20.455   |
| 5.      | 11     | 27          | Casey Stoner     | Ducati Marlboro Team    | Ducati   | +30.539   |
| 6.      | 10     | 7           | Chris Vermeulen  | Rizla Suzuki MotoGP     | Suzuki   | +37.462   |
| 7.      | 9      | 5           | Colin Edwards    | Monster Yamaha Tech 3   | Yamaha   | +40.191   |
| 8.      | 8      | 65          | Loris Capirossi  | Rizla Suzuki MotoGP     | Suzuki   | +45.421   |
| 9.      | 7      | 52          | James Toseland   | Monster Yamaha Tech 3   | Yamaha   | +50.307   |
| 10.     | 6      | 24          | Toni Elías       | San Carlo Honda Gresini | Honda    | +53.218   |
| 11.     | 5      | 15          | Alex de Angelis  | San Carlo Honda Gresini | Honda    | +53.550   |
| 12.     | 4      | 64          | Nicky Hayden     | Ducati Marlboro Team    | Ducati   | +56.647   |
| 13.     | 3      | 72          | Yuki Takahashi   | Scot Racing Team MotoGP | Honda    | +56.688   |
| 14.     | 2      | 14          | Randy de Puniet  | LCR Honda MotoGP        | Honda    | +1:11.299 |
| 15.     | 1      | 88          | Niccolò Canepa   | Pramac Racing           | Ducati   | +1:15.385 |
| 16.     | 48     | -           | Valentino Rossi  | Fiat Yamaha Team        | Yamaha   | +2 Okr.   |
| -       | 36     | -           | Mika Kallio      | Pramac Racing           | Ducati   | -         |

## 250 cm³ klasyfikacja
| Miejsce | Punkty | Nr startowy | Kierowca          | Team                    | Motocykl | Czas      |
| ------- | ------ | ----------- | ----------------- | ----------------------- | -------- | --------- |
| 1.      | 25     | 58          | Marco Simoncelli  | Metis Gilera            | Gilera   | 49:07.591 |
| 2.      | 20     | 55          | Héctor Faubel     | Valencia CF – Honda SAG | Honda    | +12.081   |
| 3.      | 16     | 15          | Roberto Locatelli | Metis Gilera            | Gilera   | +21.642   |

## 125 cm³ klasyfikacja
| Miejsce | Punkty | Nr startowy | Kierowca     | Team                      | Motocykl | Czas      |
| ------- | ------ | ----------- | ------------ | ------------------------- | -------- | --------- |
| 1.      | 25     | 60          | Julián Simón | Bancaja Aspar Team 125 cc | Aprilia  | 47:08.273 |
| 2.      | 20     | 75          | Jonas Folger | Ongetta Team I.S.P.A      | Aprilia  | +27.084   |
| 2.      | 16     | 33          | Sergio Gadea | Bancaja Aspar Team 125 cc | Aprilia  | +30.916   |